# مسیر راه‌پیمایی اوتاما

اوتاما ووکینگ توریرو، یک مسیر راهپیمایی در کنار رود تاما

مسیر راهپیمایی اوتاما (به ژاپنی: 大多摩ウォーキングトレイル) یکی از مسیرهای راهپیمایی در منطقه تامای توکیو در ژاپن است.
برای رسیدن به نقطهٔ آغازین این مسیر در ایستگاه کوری (古里駅) می‌توان از خطوط قطار جی‌آر و از خط اومه استفاده کرد. از ایستگاه شینجوکو تا ایستگاه کوری در حدود ۱ ساعت و ۳۵ دقیقه با قطار طول می‌کشد.
مسیر از کنار رود تاما، در درهٔ بسیار زیبا و مصفای هاتو نو سو (لانهٔ کبوتر) امتداد یافته و به ایستگاه شیرو مارو (白丸駅) ختم می‌شود. طول مسیر ۵ کیلومتر است. به‌طور تقریبی طی این مسیر ۲ ساعت و نیم طول می‌کشد. راهپیمایی این مسیر برای تمام سنین امکان‌پذیر می‌باشد.

## نگارخانه

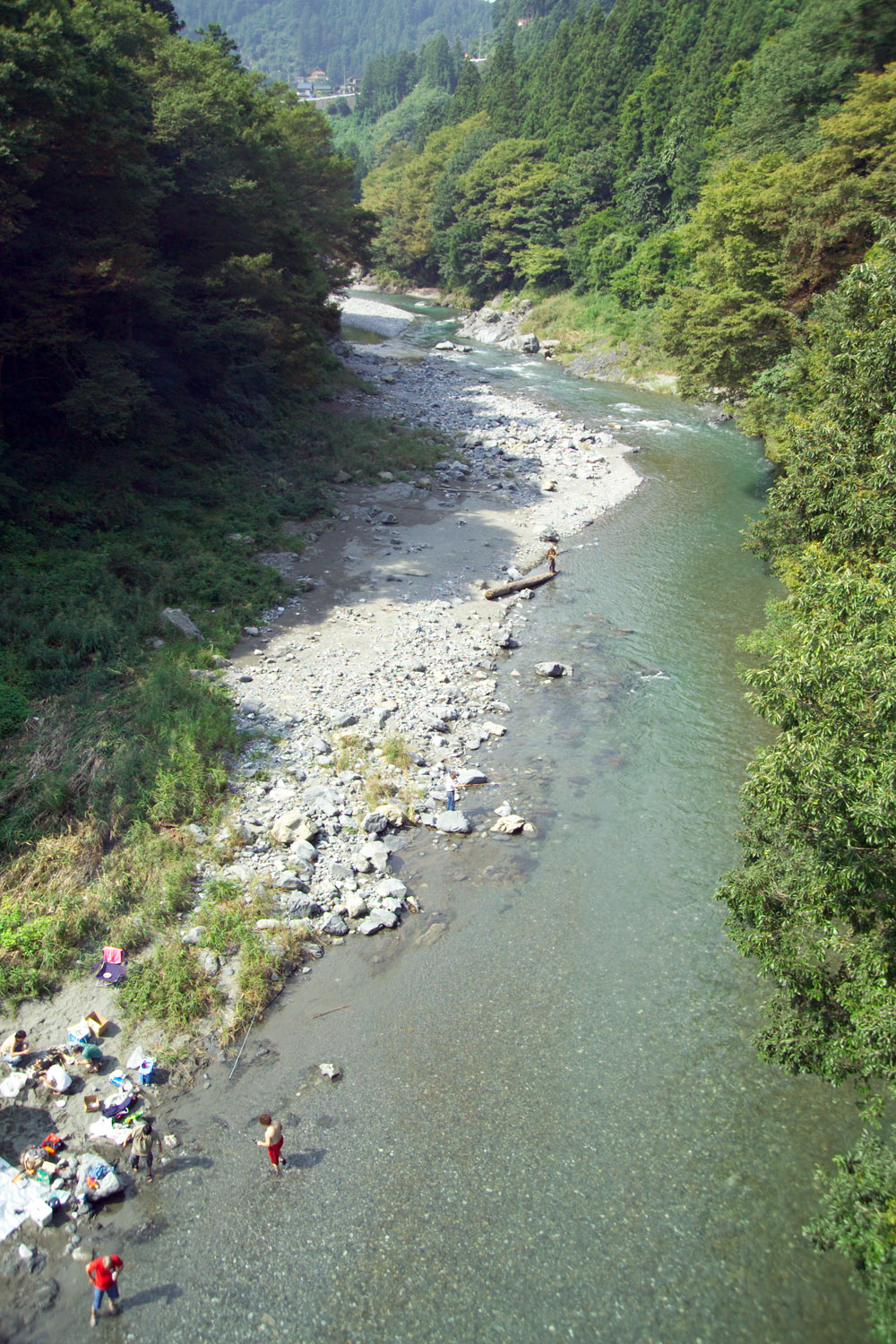
رود تاما در نزدیکی ایستگاه کوری (古里駅)